# دبلیوزد ذات‌الکرسی
دبلیوزد ذات‌الکرسی یک ستاره است که در صورت فلکی ذات‌الکرسی قرار دارد.